# 張道瑞
張道瑞（1640年—1691年），字履贞，号微山，一作薇山。清代画家、将领。

## 生平
康熙十二年（1673年）癸丑科武进士。受官侍卫。官至福山营游击。

## 艺术
張道瑞虽出身武职，然嗜好书画，与太仓王时敏结为姻亲。与画家王石谷、杨晋等来往甚密，多有书画唱和。